# ماثيو بيرس
ماثيو بيرس (بالإنجليزية: Matthew Pierce)‏ هو سباح أمريكي، ولد في 3 ديسمبر 1977 في دنفر في الولايات المتحدة.